# Estación la Cruz
Estación la Cruz är en ort i Mexiko.   Den ligger i kommunen La Cruz och delstaten Chihuahua, i den nordvästra delen av landet, 1 100 km nordväst om huvudstaden Mexico City. Estación la Cruz ligger 1 216 meter över havet och antalet invånare är 739.
Terrängen runt Estación la Cruz är platt åt nordost, men åt sydväst är den kuperad. Runt Estación la Cruz är det mycket glesbefolkat, med 3 invånare per kvadratkilometer. Närmaste större samhälle är Ciudad Camargo, 16,5 km söder om Estación la Cruz. Omgivningarna runt Estación la Cruz är i huvudsak ett öppet busklandskap.